# Toon Van Lankvelt
Toontje Adrianus Van Lankvelt est un joueur canado-hollandais de volley-ball né le 1er juillet 1984 à Rivers (Manitoba). Il mesure 1,99 m et joue au poste de réceptionneur-attaquant. Il totalise 120 sélections en équipe du Canada.

## Clubs
| Club                     | De        | À         |
| ------------------------ | --------- | --------- |
| Ethnikós Alexandroúpolis | 2007-2008 | 2007-2008 |
| Dionysos Stroumpi        | 2008-2009 | 2008-2009 |
| Tomis Constanţa          | sep 2009  | déc 2009  |
| SK Aich-Dob              | jan 2010  | mai 2010  |
| VC Lennik                | 2010-2011 | 2010-2011 |
| PV Cuneo                 | 2011-2012 | 2011-2012 |
| Nantes-Rezé MVB          | 2012-2013 | 2012-2013 |
| ASUL Lyon                | jan 2014  | mai 2014  |